# St. Nikolaus (Zella)

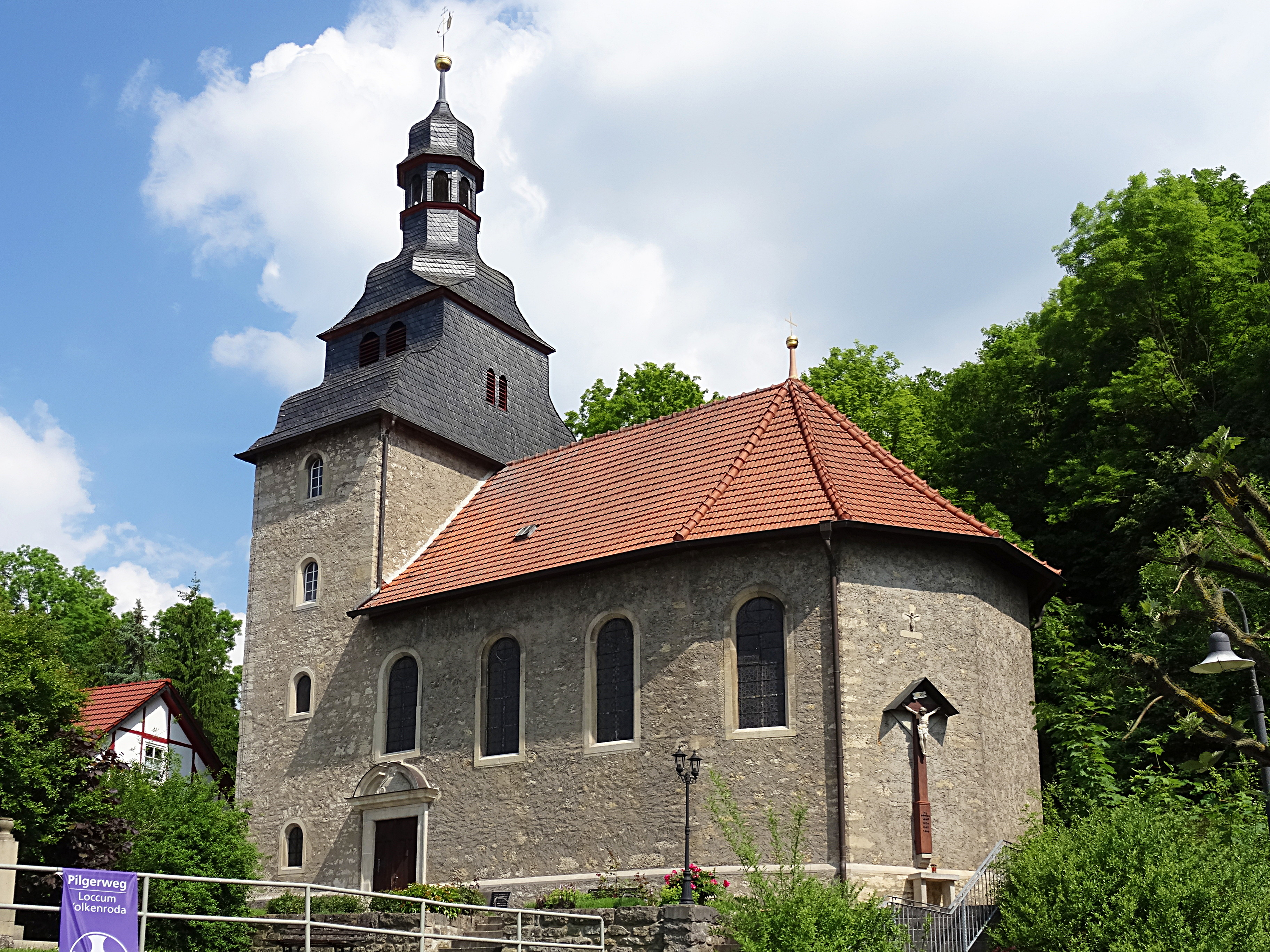
St. Nikolaus

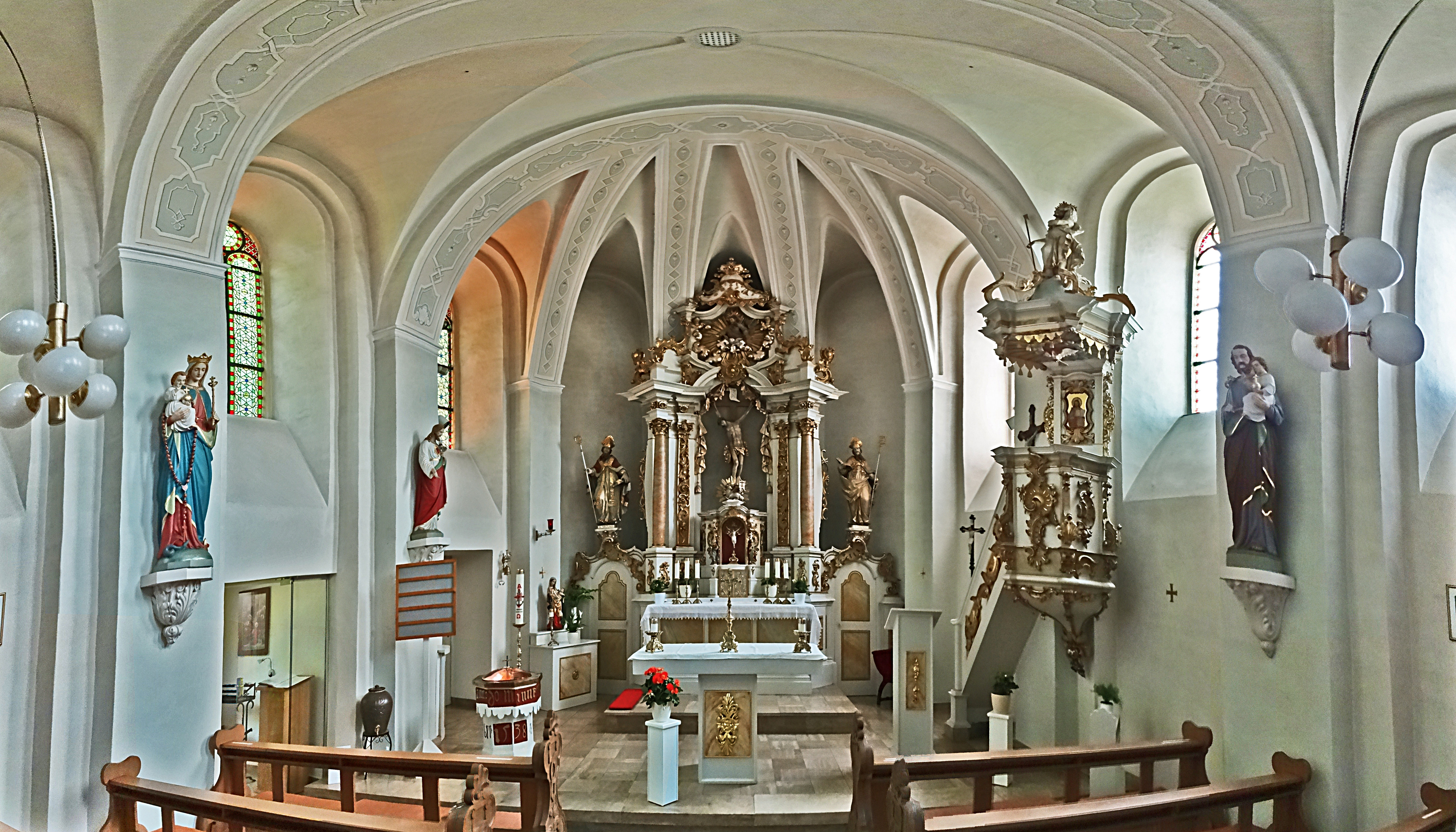
Blick zum Chor

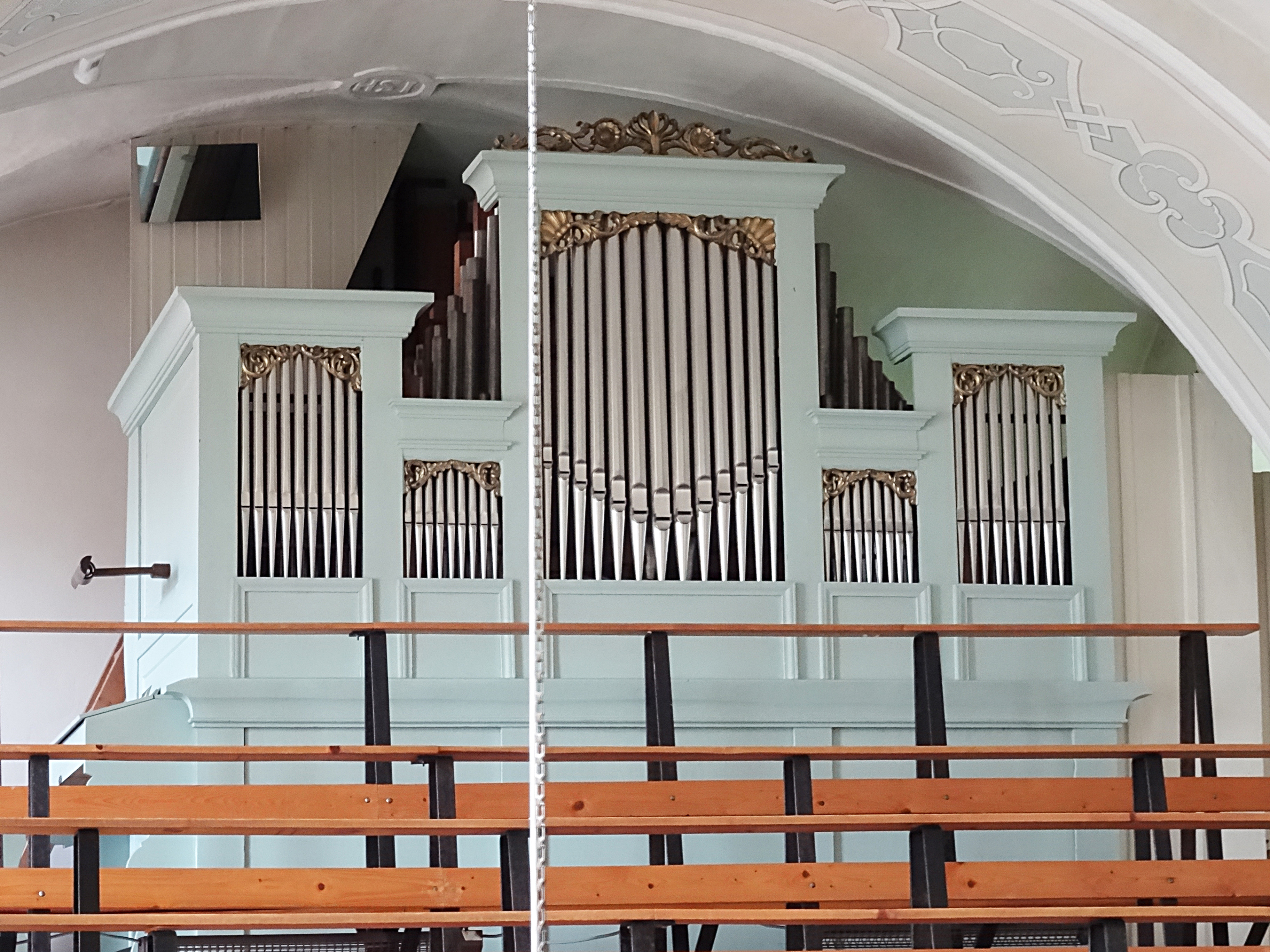
Knauf-Orgel

Die römisch-katholische denkmalgeschützte Filialkirche St. Nikolaus steht in Zella, einem Ortsteil der Stadt und Landgemeinde Dingelstädt im Landkreis Eichsfeld in Thüringen. Sie ist Filialkirche der Pfarrei St. Martin Hüpstedt im Dekanat Dingelstädt des Bistums Erfurt. Sie trägt das Patrozinium des heiligen Nikolaus von Myra. 

## Architektur
Nach Abbruch des zerstörten Vorgängerbaus aus dem 16. Jahrhundert wurde 1733–1735 eine neue Saalkirche mit drei Achsen, fünfseitigem Abschluss des Chors und viergeschossigem Kirchturm über querrechteckigem Grundriss im Westen errichtet. Er ist mit einer schiefergedeckten Haube bedeckt, auf der eine Laterne sitzt. 1955 wurde die Sakristei angebaut.
Der Innenraum ist mit einem Tonnengewölbe mit tiefen Stichkappen, Gurtbögen mit aufgemaltem Bandelwerk und Wandvorlagen überspannt. 

## Ausstattung
Der Hochaltar stammt aus der zweiten Hälfte des 18. Jahrhunderts. Ein Kruzifix wird flankiert vom heiligen Martin und vom heiligen Nikolaus. Das hölzerne Taufbecken ist von 1538. Die Kanzel hat ein ornamentales Schnitzwerk. Vom ehemaligen Kirchengestühl sind die geschnitzten Wangen von 1742 erhalten. Ein Kruzifix aus Stein befindet sich an der südlichen Außenwand des Polygons.

## Orgel
Die Orgel mit neun Registern, verteilt auf ein Manual und das Pedal, wurde 1865 von Gottlieb Knauf gebaut, 1900 von Louis Krell umgebaut und von Karl Brode & Sohn restauriert.